# 10th Anniversary Live 2012〜Decade Tokyo〜
『10th Anniversary Live 2012〜Decade Tokyo〜』（テンス・アニバーサリー・ライブ・ツーサウザンドトゥエルブ・ディケイド・トウキョウ）は、日本の音楽ユニット・fripSideの1作目の映像作品。

## 概要
シングル「sister's noise」との同時発売による、単体としては初の映像作品。
2012年12月22日に新木場STUDIO COASTで行われた結成10周年記念ライブ「10th Anniversary Live 2012」の模様を収録したライブ・ビデオ。ライブ本編の他、バックステージの模様やインタビューといった特典映像も収録されている。
八木沼悟志は今作について、「結成10周年の節目として、これまでの活動に1回楔を打ち込むため、その内容を形に残しておきたい」といった意味で発売に至った経緯を語っている。

## 収録映像曲
1. grievous distance
2. fortissimo -from insanity affection-
3. endless memory 〜refrain as Da Capo〜
4. future gazer
5. whitebird
6. re:ceptivity
naoがゲスト出演して歌唱した。
7. trusty snow
8. infinite orbit
9. everlasting
10. come to mind (version3)
11. Heaven is a Place on Earth
12. a silent voice
13. way to answer
14. only my railgun
15. LEVEL5-judgelight-
16. Hesitation Snow
この楽曲からアンコール。
17. message (version2)
この楽曲と次曲は南條愛乃とnaoのデュエットで披露された。
18. Decade

## 参加ミュージシャン
fripSide
- 八木沼悟志：Synthesizer、Guitar
- 南條愛乃：Vocal

バンドメンバー
- 星野威：Guitar

第2期fripSideでは、2010年の「GENEON fripSide FESTIVAL 2010」より参加。「Decade」に収録されている「grievous distance」のレコーディングにもギターで参加。
- 石田健太：Bass

「fripSide Premium Live Infinite Synthesis～The Eve of Decade」に続く出演。
- 八木一美：Drums

星野同様、第2期では「GENEON fripSide FESTIVAL 2010」より参加。
- 川﨑海：Manipulator

八木沼が代表取締役を務めるp.m.worksの専務取締役。八木沼やfripSideファンには「DJ HENTAI」と呼ばれる。
ゲスト出演
- nao：Vocal (#6,17,18)

fripSideの初代ボーカル。
- ルー大柴 (#18)

「Decade」のPVに出演。本公演のラストに披露された「Decade」で出演した。